# Борхиди, Аттила
А́ттила Бо́рхиди (венг. Attila Borhidi или венг. Attila L. Borhidi, 1932) — венгерский ботаник. 

## Биография
Аттила Борхиди родился в 1932 году.
В 1991 году была опубликована его работа Phytogeography and vegetation ecology of Cuba.
Он внёс значительный вклад в ботанику, описав множество видов семенных растений.

## Научная деятельность
Аттила Борхиди специализируется на семенных растениях.

## Научные работы
- Rubiaces de México, 2006, en castellano, 512 pp., ISBN 963-05-8265-1.
- Gaia Zold Ruhaja, 2002, en húngaro, 331 pp., ISBN 963-508-335-1.
- Borhidi, Attila. Phytogeography and vegetation ecology of Cuba // by A. Borhidi; [translated by A. Borhidi, J. Podani, Iringo K. Kecskés]. Budapest: Akadémiai Kiadó, 1991[3].
- Borhidi, Attila. Phytogeography and vegetation ecology of Cuba // Attila Borhidi; [translated by Attila Borhidi (part VI, Spanish summary), Iringó K. Kecskés (parts I-III), János Podani (parts IV-V)]. Budapest: Akadémiai Kiadó, 1996[3].
- Priszter, S.; A. Borhidi. 1983. Arbores fruticesque europae: vocabularium octo linguis redactum. 300 pp. ISBN 963-05-2946-7.
- Ehrendorfer, F.; Attila Borhidi. 1973. Liste Der Gefasspflanzen Mitteleuropas, 318 pp., ISBN 3-437-30172-1.